# Claudio Arancibia
Claudio Marcelo Arancibia Campos  (Curicó, Chile, 2 de enero de 1984) es un futbolista chileno. Jugó de Defensa y militó en diversos clubes del fútbol chileno.
Actualmente se desempeña como psicólogo del deporte para el club Rangers de Talca.

## Clubes
| Club                 | País  | Año       |
| -------------------- | ----- | --------- |
| Rangers              | Chile | 2004-2009 |
| Deportes Antofagasta | Chile | 2010      |
| Naval                | Chile | 2012      |

- Datos: Q5771854
- Multimedia: Claudio Arancibia / Q5771854